# Куайн, Уиллард Ван Орман
Уиллард Ван Орман Куайн (англ. Willard Van Orman Quine; 25 июня 1908, Акрон, штат Огайо — 25 декабря 2000, Бостон, штат Массачусетс) — американский философ, логик и математик, член Национальной академии наук США (1977).

## Биография
Родился в городке Акрон (Огайо) в семье предпринимателя и школьной учительницы. В 1930 году получил степень бакалавра в Оберлинском колледже, затем (1931—1932) продолжил образование в Гарвардском университете под руководством А. Н. Уайтхеда.
В 1932—1933 годах предпринял поездку в Европу (Вена, Прага, Варшава), где познакомился с членами Венского кружка (Мориц Шлик, Курт Гёдель, Рудольф Карнап, Альфред Айер, Альфред Тарский). В 1933 году вернулся в Гарвард. С 1934 года в течение многих лет работал над одной из центральных проблем Венского кружка — вопросом о роли логики в обосновании математики. В 1940 году он встречал в Гарварде бежавших от нацистов Альфреда Тарского и Рудольфа Карнапа. В 1941 году получил звание доцента. С 1942 года участвовал во Второй мировой войне в качестве шифровальщика на американском морском флоте, разгадывая шифры немецких подводных лодок.
В 1948 году стал профессором Гарвардского университета и второй раз женился. В 1953 году предпринял поездку в Оксфорд. В 1978 году ушёл на пенсию. В 1993 году получил премию Рольфа Шока в области логики и философии. Среди учеников — Уильям Крейг, Сол Крипке, Джон Майхилл.

## Философия
В философии математики придерживался позиций крайнего номинализма, ставя вопрос о возможности выразить все естественные науки на языке, в котором идёт речь только о конкретных предметах, а не о классах, свойствах, отношениях. Допускал возможность использования абстрактных понятий лишь в тех случаях, когда они служат вспомогательным средством, то есть когда окончательный результат не содержит самих этих абстракций. Испытал влияние не только неопозитивизма, но и прагматизма и бихевиоризма.
Появление в 1951 году его статьи «Две догмы эмпиризма», содержавшей критику ряда основополагающих неопозитивистских идей, усилило в США интерес к новым тенденциям в аналитической философии, привнесло в последнюю элементы прагматизма. Подверг критике противопоставление аналитических и синтетических суждений и редукционизм к атомарным высказываниям, которые рассматривались вне широкого контекста.
Философия, согласно Куайну, принципиально не отличается от естественных наук, выделяясь лишь несколько большей степенью общности своих положений и принципов (в развитие тезиса Спенсера): «физик говорит о каузальных связях определённых событий, биолог — о каузальных связях иного типа, философ же интересуется каузальной связью вообще… что значит обусловленность одного события другим… какие типы вещей составляют в совокупности систему мира?» Собственную позицию Куайн квалифицировал как натурализм или научный реализм.
По его мнению, «концептуальная схема» языка определяет структуру онтологии. При экспликации онтологической проблематики на языке экстенсиональной логики он сформировал тезис: «быть — значит быть значением связанной переменной». Предпочтение одних онтологических картин другим объясняется сугубо прагматическими мотивами. С этим связан и тезис «онтологической относительности», в соответствии с которым наше знание об объектах, обусловлено теми научными теориями, которые мы используем. «Сущее как таковое» вне поля устанавливающих его языка и теории немыслимо.
Таким образом онтологическая проблематика замыкается на проблему переводимости языков (естественных или искусственных). Но «радикальный перевод» по Куайну является принципиально неопределённым, ибо предложения любого языка способны обозначать самые разные объекты, и способ их референции (указания на объекты) остаётся «непрозрачным» (неясным). В своей философии Куайн широко использовал данные лингвистики, антропологии, бихевиористской психологии (критикуя при этом психологический ментализм). Язык рассматривался им как важнейшая форма человеческого поведения, а наука — как один из путей приспособления организма к окружающей среде. Куайн ввёл понятие «стимульного значения» — совокупности внешних стимулов, которые вызывают согласие или несогласие с произносимой фразой, и в этой связи исследовал проблему синонимии как тождества таких значений для говорящих на одном языке.
В метаонтологии взгляды Куайна являются основой так называемой куайновской ортодоксии или стандартного взгляда на природу бытия и существования: 1. бытие тождественно существованию, 2. бытие унитарно, нет различных способов бытия, 3. бытие может быть представлено наилучшим образом с помощью квантора существования и связываемых им переменных.

### Эпистемологический холизм и онтологическая относительность
Концепция неопределенности перевода и другие теории Куайна опираются на идеи онтологической неопределенности и эпистемологического холизма. Исходным тезисом эпистемологического холизма является утверждение о том, что все теории недодетерминированы (не определяются в полной мере) лишь эмпирическими данными (фактами, чувственным опытом, очевидностью); осмысление и интерпретация наблюдения зависит от теории (теоретически нагруженное наблюдение). Эмпирические данные позволяют нам отбросить множество неверных теорий, признаваемых таковыми в силу несоответствия эмпирическим данным или поскольку обладают чрезмерной сложностью, препятствующей ясному увязыванию теоретических выводов с эмпирическими данными. Но это не говорит о том, что на основе соответствия эмпирическим данным можно выбрать единственную верную теорию, возможно существование нескольких состоятельных и в одинаковой степени обоснованных альтернатив (тезис Дюэма — Куайна).

### На языке оригинала
- 1951 Two Dogmas of Empiricism
- 1951 (1940). Mathematical Logic. Harvard Univ. Press. ISBN 0-674-55451-5.
- 1980 (1941). Elementary Logic. Harvard Univ. Press. ISBN 0-674-24451-6.
- 1982 (1950). Methods of Logic. Harvard Univ. Press.
- 1980 (1953). From a Logical Point of View. Harvard Univ. Press. ISBN 0-674-32351-3. Contains «Two dogmas of Empiricism.»
- 1960. Word and Object. MIT Press; ISBN 0-262-67001-1. The closest thing Quine wrote to a philosophical treatise. Chpt. 2 sets out the indeterminacy of translation thesis.
- 1969. Ontological Relativity and Other Essays. Columbia Univ. Press. ISBN 0-231-08357-2. Contains chapters on ontological relativity, naturalized epistemology and natural kinds.
- 1969 (1963). Set Theory and Its Logic. Harvard Univ. Press.
- 1986 (1970). The Philosophy of Logic. Harvard Univ. Press.
- 1986. The Time of My Life. Harvard Univ. Press. His autobiography.
- 1987. Quiddities: An Intermittently Philosophical Dictionary. Harvard Univ. Press. ISBN 0-14-012522-1. A work of humor for lay readers, very revealing of the breadth of his interests.
- 1992 (1990). Pursuit of Truth. Harvard Univ. Press. A short, lively synthesis of his thought, with a minimum of symbols. ISBN 0-674-73951-5.

### Русская библиография
- Куайн У. В. О. Слово и объект / Пер. с англ. А. З. Черняк, Т. А. Дмитриев. — М.: Праксис; Логос, 2000. — 386 с. ISBN 5-8163-0024-5. Архивировано из первоисточника 21-10-2008. Архивная копия.
- Куайн У. Две догмы эмпиризма. М., Логос, Праксис, 2000
- Куайн У. В. О. С точки зрения логики: 9 логико-философских очерков / Пер. с англ. В. А. Ладова и В. А. Суровцева; Под общ. ред. В. А. Суровцева. — М.: Канон+ РООИ «Реабилитация», 2010. — 272 с.
- Куайн У. В. О. Философия логики / Перевод В. А. Суровцева — М.: Канон+ РООИ «Реабилитация», 2008. — 192 с.
- Куайн У. В. О. Референция и модальность // Новое в зарубежной лингвистике. Вып. 13. — М.: 1981.
- Куайн У. В. О. Онтологическая относительность / Сокр. пер. А. А. Печенкина // Современная философия науки. — М., 1996. — С.40—61. Архивировано из первоисточника 01-04-2012. Архивная копия. Дата обращения: 22 декабря 2006. Архивировано из оригинала 11 октября 2006 года..
- Куайн У. В. О. Вещи и их место в теориях / Пер. А. Л. Никифорова // Аналитическая философия: Становление и развитие (антология). М., 1998. — с. 322—342. Архивировано из первоисточника 01-04-2012. Архивная копия. Дата обращения: 8 августа 2007. Архивировано из оригинала 15 августа 2007 года..
- Куайн У. В. О. Эмпирические свидетельства / Пер. и коммент. А. А. Печенкина// Вестник Московского университета. Серия 7. Философия. — 2003. — № 3. — С. 3—19. Архивировано из первоисточника 11-10-2009. Архивная копия.
- Куайн У. В. О. Ещё раз о неопределённости перевода // Логос. — 2005. — № 2. — С. 28—41.
- Куайн У. В. О. Преследуя истину. Перевод В. А. Суровцева и Н. А. Тарабанова, под общей редакций В. А. Суровцева. М.:"Канон" РООИ «Реабилитация», 2014. − 176 с. ISBN 978-5-88373-379-5